# Barchovický potok
Barchovický potok je pojmenován po středočeských Barchovicích, jimiž protéká. Pramení ve Lhoteckém lese a délka jeho toku činí 5,0 km. Plocha povodí měří 11,0 km². Potok má několik menších přítoků, z nichž největší je Radlický potok, který přitéká zprava západně od Barchovic. Barchovický potok se vlévá do řeky Výrovky na jejím 42,5 říčním kilometru. Napájí Velký rybník[zdroj?] v dolní části toku. Při prudkých deštích se silně rozvodňuje.